# Kim Young-ran (judokate)
Pour les articles homonymes, voir Kim Young-ran.
Dans ce nom coréen, le nom de famille, Kim, précède le nom personnel.
Kim Young-ran (coréen : 김영란), née le 5 mars 1981 à Icheon, est une judokate sud-coréenne.

## Palmarès international en judo
| Jeux asiatiques     | Jeux asiatiques | Jeux asiatiques |
| Année               | Médaille        | Catégorie       |
| ------------------- | --------------- | --------------- |
| 2002                | argent          | –48 kg          |
| 2006                | argent          | –48 kg          |
| Championnats d'Asie |                 |                 |
| Année               | Médaille        | Catégorie       |
| 2003                | or              | –48 kg          |
| 2005                | bronze          | –48 kg          |
| 2007                | argent          | –48 kg          |